# 움직이는 축제
《움직이는 축제》, 《움직이는 향연》(A Movable Feast) 또는 《파리는 날마다 축제》는 어니스트 헤밍웨이의 회고록으로 1920년대 파리에서 기자로 머물면서 적은 글로 이루어져 있다. 1964년 그의 사후에 출판되었다. 책에는 첫 아내였던 히들리 리처드슨과의 결혼 이야기와, 프랑스 전간기 잃어버린 세대에 대한 문화적 모습과 그와 관련된 인물들에 대해 묘사하고 있다. 
이 회고록은 헤밍웨이의 다양한 개인적인 이야기로 구성되어 있으며 실비아 비치, 힐레어 벨럭, 브로르 본 블릭센-피네케, 알리스터 크롤리, 존 더스 패서스, F. 스콧 피츠제럴드, 젤다 피츠제럴드, 포드 매덕스 포드, 제임스 조이스, 윈덤 루이스, 줄스 파스킨, 에즈라 파운드, 에번 시프먼(Evan Shipman), 거트루드 스타인, 앨리스 B. 토클라스, 헤르만 폰 베데르코프 등 당시 유명 인사들이 다수 등장한다. 작품에는 바, 카페, 호텔 등 특정 장소의 주소도 언급되어 있는데, 상당수는 오늘날까지도 파리에서 찾아볼 수 있다.
1961년 7월 어니스트 헤밍웨이의 자살 후, 저작권 문제가 발생하여 책의 출판이 지연되었고 최종 원고까지 몇 차례 수정이 이루어졌다. 이후 헤밍웨이 사망 3년 후인 1964년에 그의 네 번째 부인이자 미망인인 메리 웰시 헤밍웨이가 원본 원고와 메모를 바탕으로 출판하게 된다. 2009년에는 그의 손자 숀 헤밍웨이(Seán Hemingway)가 증보판을 다시 출판하였다.

## 배경
1956년 11월 파리에 머무르는 동안, 헤밍웨이는 1928년 호텔 리츠 파리에 보관했다가 까맣게 잊고 있던 두 개의 스티머 트렁크를 떠올리게 된다. 다시 되찾은 트렁크 속에는 1920년대 파리에서 쓴 여러 원고들이 들어있었다. 헤밍웨이의 친구이자 전기 작가였던 A. E. 호츠너(A. E. Hotchner)는 당시 파리에서 만난 헤밍웨이와의 일화를 다음과 같이 회상하였다.

1956년 어니스트와 저는 파리의 리츠 호텔에서 호텔 회장인 찰스 리츠와 점심 식사를 하고 있었는데, 찰스가 1930년에 남긴 어니스트의 트렁크가 호텔 지하 창고에 있다는 사실을 알고 있느냐고 물었다. 어니스트는 자신이 트렁크를 보관했다는 사실은 기억하지 못했지만, 1920년대에 루이비통이 자신을 위한 특별 트렁크를 제작했다는 사실은 기억해냈다. 어니스트는 그 트렁크가 어떻게 되었는지 궁금해했다. 찰리는 트렁크를 사무실로 가져왔고, 식사를 마친 후 어니스트는 트렁크를 열어보았다. 트렁크 안에는 옷 몇 벌과 메뉴판, 영수증, 메모, 사냥 및 낚시 도구, 스키 장비, 경마 기록지, 서신, 그리고 맨 아래에는 그의 탄성을 불러일으키는 무언가가 있었다. “내 공책! 저기 있었구나! 드디어!” 1920년대 어니스트가 파리에 살았을 때 학생들이 사용하던 공책과 같은 공책이 두 무더기로 쌓여 있었다. 어니스트는 자신이 가장 좋아하는 카페에 앉아, 카페 크림을 마시며 정성스러운 필체로 노트를 가득 채웠다. 공책에는 장소, 사람, 그의 고단한 인생의 사건들이 묘사되어 있었다.

트렁크를 되찾은 헤밍웨이는 공책의 내용을 바탕으로 회고록을 써내려가기 시작했다. 1961년 헤밍웨이 사망 이후, 미망인 메리 헤밍웨이는 유저(遺著) 집행자 자격으로 원고를 최종 교정한 후 1964년에 책을 출판하였다. 메리 헤밍웨이는 1964년판 주해(note)에서 1921년부터 1926년까지 파리에서 있었던 일을 다루고 있다고 설명하였다.

## 제목
만약 당신이 젊은이로서 파리에서 살아보게 될 행운이 충분히 있다면 그렇다면 파리는 이동하는 축제처럼 당신의 남은 일생 동안 당신이 어디를 가든 당신과 함께 머무를 것이다. 

이 책의 제목인 움직이는 축제(A Movable Feast)는 날짜가 고정되지 않아 해마다 날짜가 바뀌는 성일인 이동 축일을 의미한다. 이 제목은 1950년대 헤밍웨이가 이 용어를 쓴 것을 기억한 A. E. 호츠너가 그에게 제안한 것이다.

## 구성
1964년 초판에는 헤밍웨이의 서문(ix쪽), 미망인 메리 헤밍웨이의 주해(note, xi쪽), 20개의 장 (또는 개별 부분)으로 구성되어 있다. 각 장은 전체 작품과 상관 없이 단독적인 이야기로 구성되어 있으며, 장의 순서 역시 연대순으로 배열되어 있지 않다. 각 장의 제목은 다음과 같다.
1. 생 미셸 광장의 기분 좋은 카페
2. 스타인 여사의 가르침
3. 잃어버린 세대
4. ‘셰익스피어 앤드 컴퍼니’ 서점
5. 센 강변 사람들
6. 덧없는 봄
7. 경마에 대한 집착의 끝
8. 배고픔은 훌륭한 교훈이다
9. 포드 매덕스 포드와 악마의 제자
10. 새로운 학교의 탄생
11. 파스킨과 카페 돔에서
12. 에즈라 파운드와 자벌레
13. 정말 이상한 결별
14. 죽음과 맞선 흔적이 있는 남자
15. 릴라에 온 에번 쉬프먼
16. 악의 대리인
17. 스콧 피츠제럴드
18. 매는 나누지 않는다
19. 크기의 문제
20. 파리는 영원하다

## 한국어판 출판 내역
다음은 《움직이는 축제》의 한국어판 출판 내역이다. 미국소설학회의 표준 번역명은 《움직이는 축제일》이나 해당 명칭으로 실제 출간되지는 않았다.
- 《움직이는 饗宴》. 번역 김석주. 휘문출판사, 1967/1968/1969.
- 《움직이는 饗宴》. 번역 이상옥. 대양서적, 1973; 범조사, 1977/1981.
- 《우울한 도시의 축제》. 번역 안정효. 중오문화사. 1980.
- 《헤밍웨이, 파리에서 보낸 7년》. 번역 윤은오. 아테네. 2004. ISBN 9788995242469.
- 《파리는 날마다 축제》. 번역 주순애. 이숲. 2012. ISBN 9788994228341.

## 참고 문헌
- Meyers, Jeffrey (1985). Hemingway: A Biography (영어). New York: Macmillan. ISBN 978-0-333-42126-0.
- 이봉환; 변문균 (2015). “김병철의 헤밍웨이소설 번역작업의 자구 해석적 등가성의 한계”. 《현대영미어문학》 (현대영미어문학회) 33 (3).
- “헤밍웨이 작품명 번역 통일안”. 미국소설학회. 2023년 3월 4일에 확인함.